# Exitèria
Exitèria o Epexòdia (en grec antic ἐξιτήρια o ἐπεξόδια) era el nom que es donava als sacrificis que oferien els estrategs de l'antiga Grècia abans d'iniciar les seves expedicions.
L'objecte principal d'aquestos sacrificis era sempre descobrir els signes que podien ser favorables o desfavorables per l'èxit o fracàs de la seva missió, segons diu Xenofont. Del desenvolupament dels sacrificis es coneixen molt pocs detalls.
Segons Hesiqui de Milet també era el nom del dia en què els magistrats anyals deixaven els seus càrrecs.